# Nintendo Entertainment System
Nintendo Entertainment System eller NES er en 8-bit videospil-maskine udgivet af Nintendo i Europa, Nordamerika og Australien. I Japan og Sydkorea blev den udgivet under navnet Nintendo Family Computer eller bare Famicom. I Sovjetunionen blev der lavet en klon, der hed Dendy Junior. Nintendo Entertainment System var den mest succesfulde spillekonsol i Asien og Nordamerika i sin tid. Spillene blev lagret på kassetter. De mest kendte spil til NES er Super Mario Bros.-serien og de to første The Legend of Zelda-spil.

## Ekstern henvisning
- Wikimedia Commons har flere filer relateret til Nintendo Entertainment System

| Spillekonsol | Spire Denne spillekonsolsrelaterede artikel er en spire som bør udbygges. Du er velkommen til at hjælpe Wikipedia ved at udvide den. |